# Australiska öppna 2022
Australiska öppna 2022 var en Grand Slam-turnering i tennis som spelades på Melbourne Park i Melbourne, Australien 17–30 januari 2022. Turneringen var öppen för damer och herrar i singel, dubbel och mixed dubbel samt för juniorer och rullstolsburna i singel och dubbel.
Turneringen spelades på hard court på sammanlagt 25 banor, av vilka det finns fem huvudbanor: Rod Laver Arena, John Cain Arena, Margaret Court Arena och 1573 Arena samt den för året nya Kia Arena.

## Tävlingar
Seedning av de tävlande framgår av respektive huvudartikel nedan.

### Herrsingel
- Rafael Nadal besegrade  Daniil Medvedev, 2–6, 6–7(5–7), 6–4, 6–4, 7–5

### Damsingel
- Ashleigh Barty besegrade  Danielle Collins, 6–3, 7–6(7–2)

### Herrdubbel
- Thanasi Kokkinakis /  Nick Kyrgios besegrade  Matthew Ebden /  Max Purcell, 7–5, 6–4

### Damdubbel
- Barbora Krejčíková /  Kateřina Siniaková besegrade  Anna Danilina /  Beatriz Haddad Maia, 6–7(3–7), 6–4, 6–4

### Mixed dubbel
- Kristina Mladenovic /  Ivan Dodig besegrade  Jaimee Fourlis /  Jason Kubler, 6–3, 6–4

### Pojksingel
- Bruno Kuzuhara besegrade  Jakub Menšík, 7–6(7–4), 6–7(6–8), 7–5

### Flicksingel
- Petra Marčinko besegrade  Sofia Costoulas, 7–5, 6–1

### Pojkdubbel
- Bruno Kuzuhara /  Coleman Wong besegrade  Alex Michelsen /  Adolfo Daniel Vallejo, 6–3, 7–6(7–3)

### Flickdubbel
- Clervie Ngounoue /  Diana Shnaider besegrade  Kayla Cross /  Victoria Mboko, 6–4, 6–3

### Rullstolsburna

#### Herrsingel
- Shingo Kunieda besegrade  Alfie Hewett, 7–5, 3–6, 6–2

#### Damsingel
- Diede de Groot besegrade  Aniek van Koot, 6–1, 6–1

#### Herrdubbel
- Alfie Hewett /  Gordon Reid besegrade  Gustavo Fernández /  Shingo Kunieda, 6–2, 4–6, [10–7]

#### Damdubbel
- Diede de Groot /  Aniek van Koot besegrade  Yui Kamiji /  Lucy Shuker, 7–5, 3–6, [10–2]

#### Quad, singel
- Sam Schröder besegrade  Dylan Alcott, 7–5, 6–0

#### Quad, dubbel
- Andy Lapthorne /  David Wagner besegrade  Sam Schröder /  Niels Vink, 2–6, 6–4, [10–7]